# باغچه (ماه‌نشان)
باغ دشت یک روستا در ایران است که در شهرستان ماه‌نشان استان زنجان واقع شده‌است. باغچه ۳۰۹ نفر جمعیت دارد.